# Nicsara loboensis
Nicsara loboensis är en insektsart som först beskrevs av Wilhem de Haan 1842.  Nicsara loboensis ingår i släktet Nicsara och familjen vårtbitare. Inga underarter finns listade i Catalogue of Life.